# 纽芬兰与拉布拉多省省长
纽芬兰与拉布拉多省省长（英语：Premier of Newfoundland and Labrador）是加拿大纽芬兰与拉布拉多省的政府首脑，领导省政府行政会议（Executive Council，即内阁）。省长由纽芬兰与拉布拉多省總督委任，通常为省议会内拥有最多席位政党的党魁。
现任省长为安德鲁·弗雷（Andrew Furey）；他于2020年8月19日就任省长。